# Данильченко Андрій Вікторович
Андрій Вікторович Дани́льченко (нар. 17 листопада 1951, Київ) — український культурний діяч (сценарист, телеведучий, редактор, виконавчий продюсер) і педагог.

## Життєпис
Народився 17 листопада 1951 року в місті Києві (нині Україна), син вченого у галузі навігації Віктора Данильченка. Упродовж 1969—1973 років навчався у Харківському інституті радіоелектроніки. Пройшов строкову службу в Радянській армії. Працював  оператором вакуумної установки у Науково-дослідному інституті «Мікроприлад», слюсарем-складальником, диспетчером на заводі «Ленінська кузня», будівельником. 1982 року закінчив Київський інститут театрального мистецтва, де навчався у Юрія Бобошка, Дмитра Горбачова, Анатолія Полякова.
Протягом 1982—1986 років обіймав посаду наукового співробітника Українського республіканського науково-методичного центру народної творчості; у 1986—1993 роках працював редактором, сценаристом, виконавчим продюсером Національної кінематики України; у 1993—1995 роках — старший науковий співробітник, заступник завідувача відділу служби інформаційно-аналітичного забезпечення вищих органів влади при Національній бібліотеці України імені Володимира Вернадського.
З 1995 року — на телебаченні, обіймав посади головного редактора та ведучого програм: у 1995—1996 роках — «Анонс-Сенс» на УТ-1; у 1996—1997 роках — «Ранкове ревю» на телеканалі «Інтер»; у 1996 році — «Сни напрокат» на ТРК «Київ»; у 1996—1999 роках — «Медичний тижневик» на телеканалах Ютар, ТЕТ; у 1999—2001 роках — «Медичний тижневик 36.6» на УТ-1; у 2002 році — «Формула 36.6» на УТ-1; у 2002—2004 роках — «Інновація» та «5 океан» на 5 каналі, водночас працював секретарем-друкарем у журналі «Український театр»; у 2004—2006 — охоронник у залах гральних автоматів та водночас у 2005—2006 роках — літературний редактор-перекладач газети «Товариш»; у 2006—2008 роках — головний редактор та ведучий програми «Здорово», у 2008 році — програми «Городские истории» на ТЕТ.
У 2006—2008 роках обіймав посаду головного редактора творчого об'єднання документальних і художніх фільмів Національної телекомпанії України. У 2008—2009 роках — викладач з дисципліни «сценарна майстерність» у Київському національному університеті культури і мистецтв. З 2016 року на пенсії.

## Творчість
Автор та співавтор сценаріїв науково-популярних та навчальних фільмів, зокрема:
- «Казимир Великий, або Малевич Мужицький» (у співавторстві; 1992, «Київнаукфільм», режисер Ігор Недужко);
- «Портрет без обличчя» (у співавторстві; 1992, «Київнаукфільм», режисер Юрій Зморович);
- «Трипільське диво» (цикл «Невідома Україна. Нариси нашої історії»; у співавторстві; 1993, Національна кінематика України, режисер Максим Бернадський);
- «Голодомор. Україна, XX століття: Технологія геноциду» (2005, Національна телекомпанія України, режисер Віктор Дерюгін);
- «Ода вольності чи Ода праву» (2006, Національна телекомпанія України, режисер С. Попов);
- «Уроки сябрів» (2006, Національна телекомпанія України, режисер С. Попов);
- «Смолоскип. Василь Макух» (2015, Національна телекомпанія України, режисер Олександр Рябокрис)[3].

Автор статті в Енциклопедії сучасної України про українського кінорежисера Віктора Дерюгіна.

## Відзнаки
- Диплом лауреата в номінації «Документалістика» на III Міжрегіональному конкурсі творчої майстерності працівників телебачення і радіомовлення «Професіонал ефіру України» (Ялта, 2006)[2];
- Премія Національної ради з питань телебачення і радіомовлення «Телетріумф-2006». Дипломи номінанта у номінаціях «Публіцистична програма» та «Документальний фільм»[2];
- Спеціальний приз журі кінофестивалю «Відкрита ніч. Дубль 10» (2006, голова журі — Ліна Костенко)[2];
- Заслужений діяч мистецтв України з 2007 року[5];
- Диплом переможця у номінації «Пам'ять нації» на ІІІ телевізійному фестивалі «Відкрий Україну!» (Київ, 2008)[2];
- Диплом Оргкомітету VІІ Міжнародного фестивалю документальних фільмів «Кінолітопис-2008» «За кращий фільм, пов'язаний з історією України»[2];
- Диплом Міністерства культури та туризму України[2];
- Премія імені Василя Стуса за 2010 рік[6].